# Hermann Tränkle
Hermann Tränkle-Schubert, geborener Tränkle (* 18. März 1930 in Augsburg; † 13. Juli 2018), war ein deutscher Klassischer Philologe, der als Professor für Lateinische Philologie und Lehrstuhlinhaber an den Universitäten Münster (1963–1971) und Zürich (1971–1997) wirkte.

## Leben
Hermann Tränkle wurde als drittes Kind des Stadtamtmannes Konrad Tränkle und dessen Frau Maria Tränkle, geborene Müller, geboren. Er legte 1948 am Benediktinergymnasium bei St. Stephan in Augsburg das Abitur ab und begann als Stipendiat des Maximilianeums ein Studium der Klassischen Philologie, Philosophie und Geschichte an der Universität München (unter anderem bei Friedrich Klingner und Rudolf Pfeiffer). 1951 bis 1952 war er Austauschstudent am Collegio Ghislieri in Pavia. Nach dem ersten Staatsexamen 1953 war er bis 1958 Gymnasiallehrer für Latein, Griechisch und Geschichte am Münchener Wilhelmsgymnasium. 1960 wurde er mit seiner Dissertation Die Sprachkunst des Properz und die Tradition der lateinischen Dichtersprache mit dem Prädikat „summa cum laude“ zum Doktor der Philosophie promoviert. 1961 folgte seine Habilitation mit einer kritischen Edition von Tertullians Schrift Adversus Iudaeos (erschienen 1964).
Nach zwei Jahren als Privatdozent an der Universität München (1962 bis 1963) folgte er 1963 einem Ruf an die Universität Münster als ordentlicher Professor für Klassische Philologie (Latein). Einer größeren Öffentlichkeit wurde er bekannt durch einen Vortrag auf dem DAV-Kongress in Freiburg im Breisgau 1970. In einer Replik zu einem Vortrag Manfred Fuhrmanns bezog Tränkle Stellung gegen dessen Vorschläge, wie das Fach Klassische Philologie sich in Reaktion auf den Rückgang klassischer Bildung verstehen sollte. Die Debatte wurde in Zeitungen und Zeitschriften fortgesetzt und beide Aufsätze erschienen noch im selben Jahr. 1971 verließ Tränkle Münster und wechselte als Professor für Klassische Philologie, besonders Latein, und Leiter des Klassisch-Philologischen Seminars an die Universität Zürich, wo er bis zu seiner Emeritierung (1997) tätig blieb. Rufe an die Universitäten Hamburg (1969) und München (1974) lehnte er ab.
Seine Forschungsschwerpunkte sind die römische Dichtung und Geschichtsschreibung sowie die christliche lateinische Literatur. Im Bereich der Dichtung veröffentlichte er Studien zu Catull, Properz, Tibull und Ovid sowie ihren Nachfolgern, darunter eine kommentierte Ausgabe der Appendix Tibulliana 1999. Bei den Geschichtsschreibern untersuchte er die Schriften von Ammianus Marcellinus und Livius, dessen Geschichtswerk er im Kontrast zu dem des Polybios analysierte. 2008 veröffentlichte er eine lateinisch-deutsche Ausgabe von Prudentius’ Schrift Contra Symmachum.
Tränkle war verheiratet, lebte in Greifensee und hatte drei Kinder.

## Schriften (Auswahl)
- Die Sprachkunst des Properz und die Tradition der lateinischen Dichtersprache (= Hermes. Einzelschriften. 15). Steiner, Wiesbaden 1960 (Zugleich: München, Ludwig-Maximilians-Universität, Dissertation, 1957).
- als Herausgeber: Q. S. F. Tertulliani Adversus Iudaeos. Mit Einleitung und kritischem Kommentar. Steiner, Wiesbaden 1964 (Zugleich: München, Ludwig-Maximilians-Universität, Habilitationsschrift).
- mit Manfred Fuhrmann: Wie klassisch ist die klassische Antike? Eine Disputation über die gegenwärtige Lage der klassischen Philologie (= Schriften zur Zeit. H. 35, ZDB-ID 516719-x). Artemis-Verlag, Zürich u. a. 1970.
  - Griechische Übersetzung: Πόσο κλασική είναι η κλασική αρχαιότητα; Ένας διάλογος για τη σημερινή κατάσταση της κλασικής φιλολογίας (= Θεωρία και Μέθοδος. 6). μετάφραση Μίλτος Πεχλιβάνος. Καρδαμίτσα, Αθήνα 1992, ISBN 960-7262-31-Χ.
- Cato in der vierten und fünften Dekade des Livius (= Akademie der Wissenschaften und der Literatur, Mainz. Abhandlungen der Geistes- und Sozialwissenschaftlichen Klasse. Jg. 1971, Nr. 4, ISSN 0002-2977). Akademie der Wissenschaften und Literatur Mainz, Mainz 1971.
- Livius und Polybios. Schwabe, Basel u. a. 1977, ISBN 3-7965-0644-5.
- als Herausgeber: Appendix Tibulliana (= Texte und Kommentare. 16). Herausgegeben und kommentiert. De Gruyter, Berlin u. a. 1999, ISBN 3-11-011301-5.
- Prudentius: Contra Symmachum. = Gegen Symmachus (= Fontes Christiani. Bd. 85). Übersetzt und eingeleitet. Brepols, Turnhout 2008, ISBN 978-2-503-52948-6.